# Molí de Tafalla
El Molí de Tafalla és un molí hidràulic de Cubells (Noguera) que forma part de l'Inventari del Patrimoni Arquitectònic de Catalunya.

## Descripció
Antic molí en estat d'abandonament i ruïna, envaït per la vegetació. La construcció està formada per dos cossos, el principal és de planta baixa, primera i sotacoberta amb teulada a dues aigües, parcialment enssorrada. L'edifici annex està adherit a la cantonada sud-oest del principal i és de planta baixa i primera, amb coberta d'una sola vessant. Només resten sencers els murs de tancament de l'edificació de planta baixa.